# Бункеровъчен съд
Бункеровъчен съд, понякога и бункеровчик е плавателен съд предназначено за бункеровка на съдове.

## Общи сведения
Бункеровчика е предназначен за снабдяване на съдове на стоянка или по време на движение с корабно гориво или моторни масла. Той има оборудване за преточване на течно гориво или въглища на бункеруемия кораб, а също и разполага с възможност за измерване на прехвърлените количества.
В същността си бункеровчика, е специализиран танкер. За това обикновено се използват специално построени съдове. При определени обстоятелства може да се приспособят и съдове, които не са специално построени за това. Например, обикновени танкери, както с танкерите „Престиж“ и „Азербайджан“ или въобще реконструирани кораби, както например с крайцера „Адмирал Спиридонов“.